# Kodama Gentarō
En aquest nom japonès, el cognom és Kodama.
El Comte Kodama Gentarō (兒玉源太郎, Tokuyama, 16 de març de 1852 - Tòquio, 23 de juliol de 1906) va ser un general japonès i ministre de govern durant l'era Meiji. Va ser un dels artífexs de l'establiment de l'exèrcit imperial japonès.
Nasqué a Tokuyama, a la província de Sūo (actual prefectura de Yamaguchi), en el si d'una família de classe samurai. Kodama va començar la seva carrera militar lluitant a la guerra Boshin i a la Rebel·lió de Satsuma. Posteriorment, es va apuntar a l'escola d'entrenament militar Ōsaka Heigakuryō (大阪兵学寮). Va ser comissionat l'any 1881.
Kodama va ser assignat líder del Col·legi de l'Exèrcit de l'Estat Major, on va treballar amb el Major alemany Jacob Menckel en la reorganització de l'exèrcit japonès, prenent com a base el sistema alemany. Va estudiar ciència militar a Alemanya, i va ser Viceministre de Guerra el 1892.
Després de participar en la Primera Guerra Sinojaponesa (1894-1895), va assumir el paper de Governador General de Taiwan. Durant el seu mandat, va dedicar-se a millorar les infraestructures de l'illa i en millorar les condicions de vida dels habitants. Després de fer un bon rol com a administrador, Kodama va ser la dècada següent Ministre de Guerra sota el gabinet del primer ministre Itō Hirobumi. Va mantenir el seu lloc i va agafar els ministeris d'Afers Interns i Educació sota el govern de Katsura Tarō.
El 1904, Kodama va ser ascendit a General, tanmateix, el mariscal de camp Ōyama Iwao li volia encarregar el Comandament General de l'Estat Major de l'Exèrcit Manxurià durant la guerra russojaponesa. Va ser un mal moment per a Kodama, però mai va agafar el lloc, tot i que el sacrifici va tenir una bona resposta de l'opinió popular. Durant la guerra va ser considerat el geni darrere l'estratègia de l'exèrcit japonès, acció que va ser comparada amb el General Kawakami Soroki a la Primera Guerra Sinojaponesa uns deu anys abans. Abans de la guerra, va ser nomenat Cap de l'Exèrcit en el Consell Suprem de Guerra, però va morir poc després.
El general Kodama va ascendir ràpidament als rangs de danshaku (baró), shishaku (vescomte) i hakushaku (comte). La seva mort per hemorràgia cerebral el 1907 es va considerar una calamitat nacional. Pòstumament, fou ascendit al rang de  kami. Hi ha diversos santuaris Shinto amb el seu nom a la seva ciutat natal a Shunan i un altre en la seva antiga residència d'estiu a Enoshima.